# Bídníci 20. století
Bídníci 20. století (v originále Les Misérables XXe siècle) je francouzský hraný film z roku 1995, který režíroval Claude Lelouch jako volnou adaptaci stejnojmenného románu Victora Huga. Snímek měl světovou premiéru dne 22. března 1995.

## Děj
V roce 1900 je Henriho otec falešně obviněn z vraždy svého šéfa, hraběte z Villeneuve, který spáchal sebevraždu. Je odsouzen do trestanecké kolonie. Jeho žena si najde práci v hospodě na pláži v Normandii. Je donucena k prostituci, aby získala peníze v naději, že svému manželovi zaplatí právníka. Po několika neúspěšných pokusech o útěk Henri při dalším pokusu o útěk zemře. Když se to dozví Henriho matka, spáchá sebevraždu. Henri vyrostl u majitel hospody, který ho místo chození do školy učil boxovat. Když přišel konec první světové války, Henri se stal francouzským šampionem v savate.
O několik let později se baletka Élise a André Ziman, mladý židovský novinář a student práv, setkávají při představení baletu na motivy Les Misérables v Palais Garnier. Později, během druhé světové války, se již manželé André a Élise a jejich dcera Salomé pokusí překročit švýcarské hranice, aby unikli nacistům. Potkají Henriho, majitele stěhovací firmy. Ten souhlasí, že jim pomůže. Zimanovi mu svěří svou dceru Henrimu, který ji zapíše do katolického kláštera pro mladé dívky. André, Élise a další jsou přepadeni při pokusu o překročení hranice. Élise je zatčena a André zraněn. Je zachráněn místními manželi, kteří ho odnesou do bezpečí. André jim vysvětlil, že je chce odškodnit, a vysvětlí jim, že jim může zaplatit šeky k vyzvednutí ve švýcarské bance.
André zůstane u farmářů, kteří mu kvůli penězům ve švýcarské bance, že Němci válku vyhráli a jeho dcera Salomé je mrtvá kvůli dopisům, které jí napsal. Po válce Henri dostane dopis od Salomé, která nemůže kontaktovat rodiče. Jednoho dne se objeví Élise, která přežila koncentrační tábor v Polsku.
Jednoho dne bývalý vichistický policista obviní Henriho z toho, že byl za války členem gangu a že vyloupil a zapálil vlak. Je uvězněn a čeká na soud. Farmář se rozhodne skoncovat s Andrém, kterého léta držel v zajetí, ale jeho žena ho zastřelí, než ho stihne uškrtit. O tři týdny později se André rozhodne poprvé opustit sklep a najde oba manžele mrtvé. Pak se dozví, že válka skončila. Vyhledá svou ženu a dceru a ujme u soudu Henriho obhajoby a ten je zproštěn viny.
Později Henri, jako starosta, oddá Salomé a Maria, syna svého nevlastního bratra, v přítomnosti André a Élisy a matky představené školy, kde se Salomé ukrývala.

## Obsazení
| Jean-Paul Belmondo        | Henri Fortin otec (1900-1902) a Léopold (1942-1952) / Jean Valjean |
| Michel Boujenah           | André Ziman                                                        |
| Alessandra Martines       | Élise Ziman                                                        |
| Salomé Lelouch            | Salomé Ziman / Cosette                                             |
| Annie Girardotová         | paní Thénardierová (1942-1945)                                     |
| Philippe Léotard          | Thénardier (1942- 1945)                                            |
| Clémentine Célarié        | Catherine / Fantine                                                |
| Philippe Khorsand         | policista / Javert                                                 |
| Ticky Holgado             | účetní                                                             |
| Rufus                     | Guillaume otec (1901-1918) a syn (1944) / Thénardier (1830)        |
| Nicole Croisille          | paní Guillaume (1901-1902) / paní Thénardier (1830)                |
| William Leymergie         | Toureiffel                                                         |
| Jean Marais               | biskup (1942) / Bienvenu Myriel, biskup z Digne                    |
| Micheline Presle          | matka představená                                                  |
| Daniel Toscan du Plantier | hrabě de Villeneuve                                                |
| Michaël Cohen             | Marius                                                             |
| Jacques Boudet            | polní lékař                                                        |
| Robert Hossein            | ceremoniář                                                         |
| Darry Cowl                | bukinista                                                          |
| Antoine Duléry            | Toubib                                                             |
| Jacques Gamblin           | kostelní sluha                                                     |
| Pierre Vernier            | velitel galejníků                                                  |
| Cyrielle Clair            | komtesa na plese                                                   |
| Paul Belmondo             | Léopold alias Henri Fortin (1918)                                  |
| Sylvie Joly               | hostinská na pláži                                                 |
| Margot Abascalová         | Salomé, v 18 letech                                                |
| Jean-François Dérec       | převaděč                                                           |
| Isabelle Sadoyan          | paní Magloire                                                      |
| Jacques Bonnot            | Bonnard                                                            |
| Marie Bunel               | mladá židovka                                                      |
| Mickael Bussinger         | Thénardier                                                         |
| Nathalie Cerda            | mladá židovka                                                      |
| Max Fournel               | starosta L'Isle Adam                                               |
| Valerio Gamberini         | kominík                                                            |
| Pierre-Alexis Hollenbeck  | Jeannot Guillaume / Gavroche Thénardier                            |
| Maurice Mons              | soused                                                             |
| Anne-Marie Pisani         | mladá židovka                                                      |
| Wolfgang Pissors          | důstojník v bunkru                                                 |
| Marie-France Santon       | sousedka                                                           |
| Peter Semmler             | německý důstojník                                                  |
| Guillaume Souchet         | Léopold                                                            |
| Nicolas Vogel             | generál od Verdunu                                                 |
| Maurice Auzel             | stěhovák                                                           |
| Jean-Claude Bouillaud     | desátník (1830)                                                    |
| Rémy Carpentier           | hajný                                                              |
| Jean-Philippe Chatrier    | Jeanjean                                                           |
| Michel Deligne            | četník (1900)                                                      |
| Gilles Détroit            | celník                                                             |
| Gilles Dimicelli          | obr v hostinci                                                     |
| Maryline Even             | žena převaděče                                                     |
| Stéphane Ferrara          | policista                                                          |
| Aldo Frank                | pianista v hostinci                                                |
| Ariane Gardel             | dcera farmáře                                                      |
| Allen Hoist               | pianista                                                           |
| Henri-Jacques Huet        | správce opery                                                      |
| Bernard Lincot            | galejník                                                           |
| Joseph Malerba            | hasič (1942)                                                       |
| Jacques Marty             | stěhovák                                                           |
| Hugues Massignat          | policista                                                          |
| Olivier Mazoyer           | policista                                                          |
| Natty Tardivel            | Germaine                                                           |
| Mario Pecqueur            | důstoník (1918)                                                    |
| Marcel Pigou              | stěhovák                                                           |
| Richard Sammel            | německý důstojník                                                  |
| Simon Sportich            | cestující ve vlaku                                                 |
| Ricardo Stein             | americký generál                                                   |
| Emmanuel Subes            | policista                                                          |
| Arlette Thomas            | správce                                                            |
| Lou Tordjman              | cestující ve vlaku                                                 |
| Thierry Triveillot        | Kid Marcel                                                         |
| Jean-Michel Verner        | policista                                                          |
| Jürgen Zwingel            | německý důstojník ve vlaku                                         |
| Rémi Bergman              | americký reportér                                                  |
| Didier Barbelivien        | zpěvák ve Villers                                                  |

## Ocenění
- Zlatý glóbus: nejlepší zahraniční film
- César: nejlepší herečka ve vedlejší roli (Annie Girardot)